# Giuseppe Maria Solaro della Margherita
Giuseppe Maria Solaro della Margarita detto anche Solaro della Margherita (Mondovì, 1644 – Torino, luglio 1719) è stato un generale e scrittore italiano.

## Biografia

### Giovinezza
Nato a Mondovì da Vittoria dei Cays di Nizza e dal conte Antonio Solaro della Margarita, collaboratore di Maurizio di Savoia e di Carlo Emanuele II, venne introdotto dalla famiglia negli ambienti militari, subendo però, precocemente, gravi lutti, perdendo madre e padre in pochi anni. Rimasto solo, sposò Antonia Lucia Morozzo, figlia di un nobiluomo, il marchese di Bianzé. 

Vittorio Amedeo II di Savoia, nel 1681, redige questa patente:
e il 27 settembre 1681 il Solaro giurò davanti al Cavaliere di Gran Croce marchese Giambattista Buschetti.

### L'assedio di Torino
Giuseppe Maria della Margarita mantenne il ruolo di comandante dell'artiglieria a Torino, risultando uno dei più attivi difensori della città assediata nel 1706. Nell'occasione affidò al nipote Giuseppe Amico di Castell'Alfero il compito di coordinare l’attività degli artiglieri con quella dei minatori e degli ingegneri.

Profondo conoscitore della lingua e del latino, il Solaro si cimentò più volte in esperimenti letterari; quanto redasse circa l'assedio, col titolo di Journal Historique du Siege de la Ville et de la Citadelle de Turin l'Année 1706 rappresenta una delle più fedeli testimonianze dello svolgimento dei fatti bellici e civili, ma l'autore non la riconobbe né la firmò mai, anche perché al momento della stampa, avvenuta in Amsterdam nel 1708, il volume presentava vistosi errori non presenti nella versione manoscritta.